# Silversydkaktus
Silversydkaktus (Parodia haselbergii) är en kaktusväxtart som först beskrevs av Friedrich Adolph Haage och Karl Theodor Rümpler, och fick sitt nu gällande namn av Fred H. Brandt. Parodia haselbergii ingår i släktet Parodia och familjen kaktusväxter.

## Underarter
Arten delas in i följande underarter:
- P. h. graessneri - Sydkaktus[1]
- P. h. haselbergii

## Bildgalleri

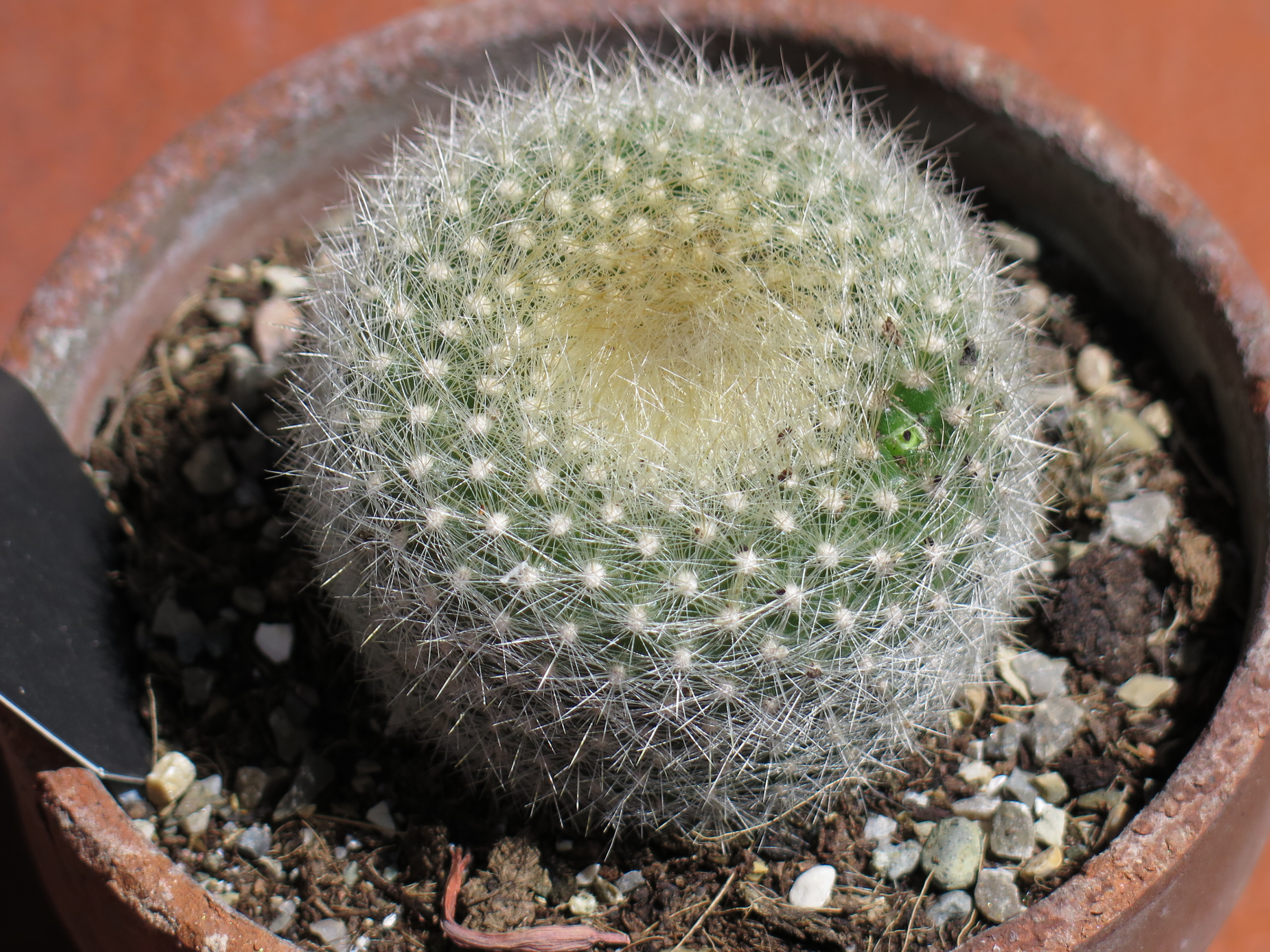
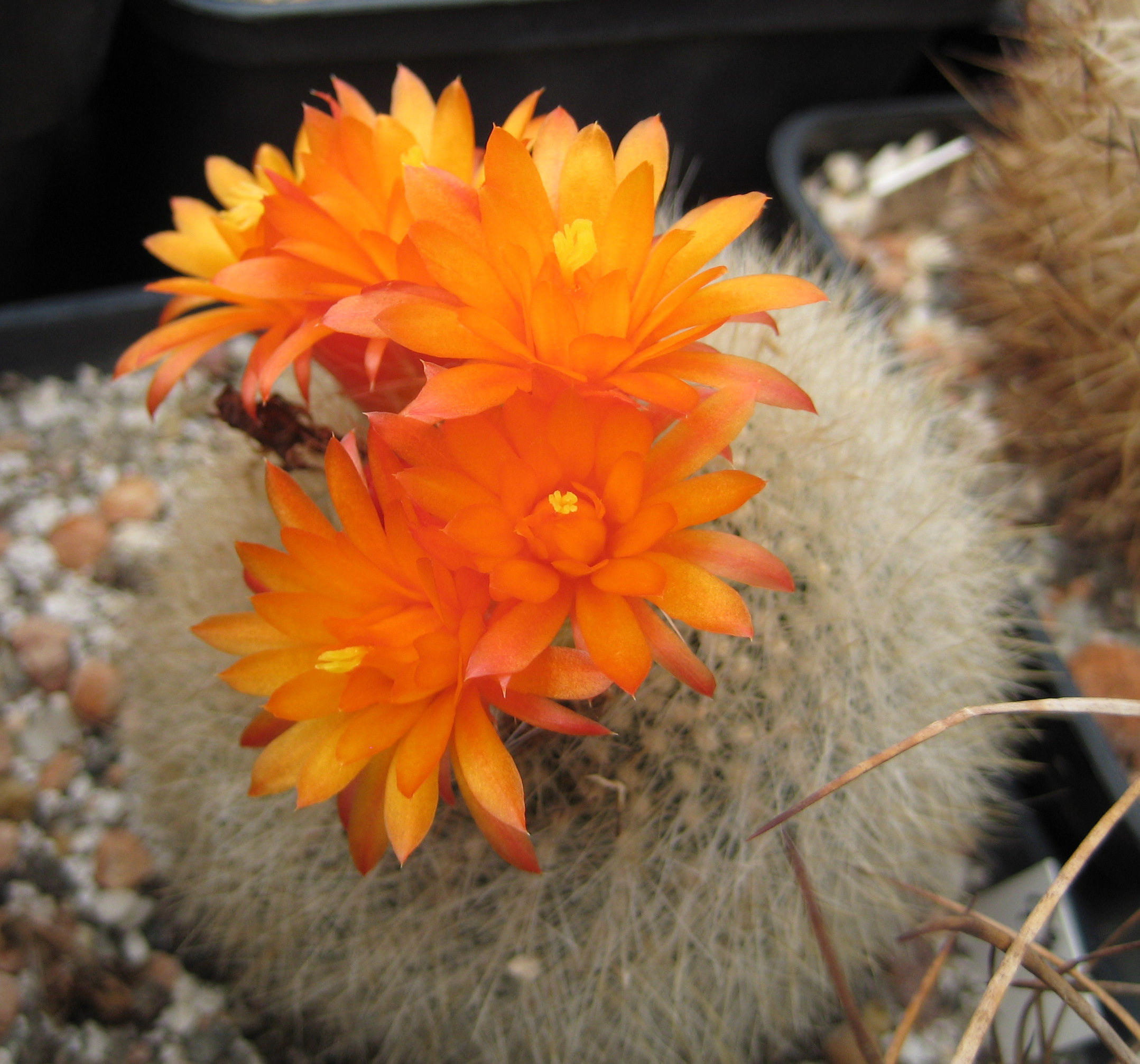
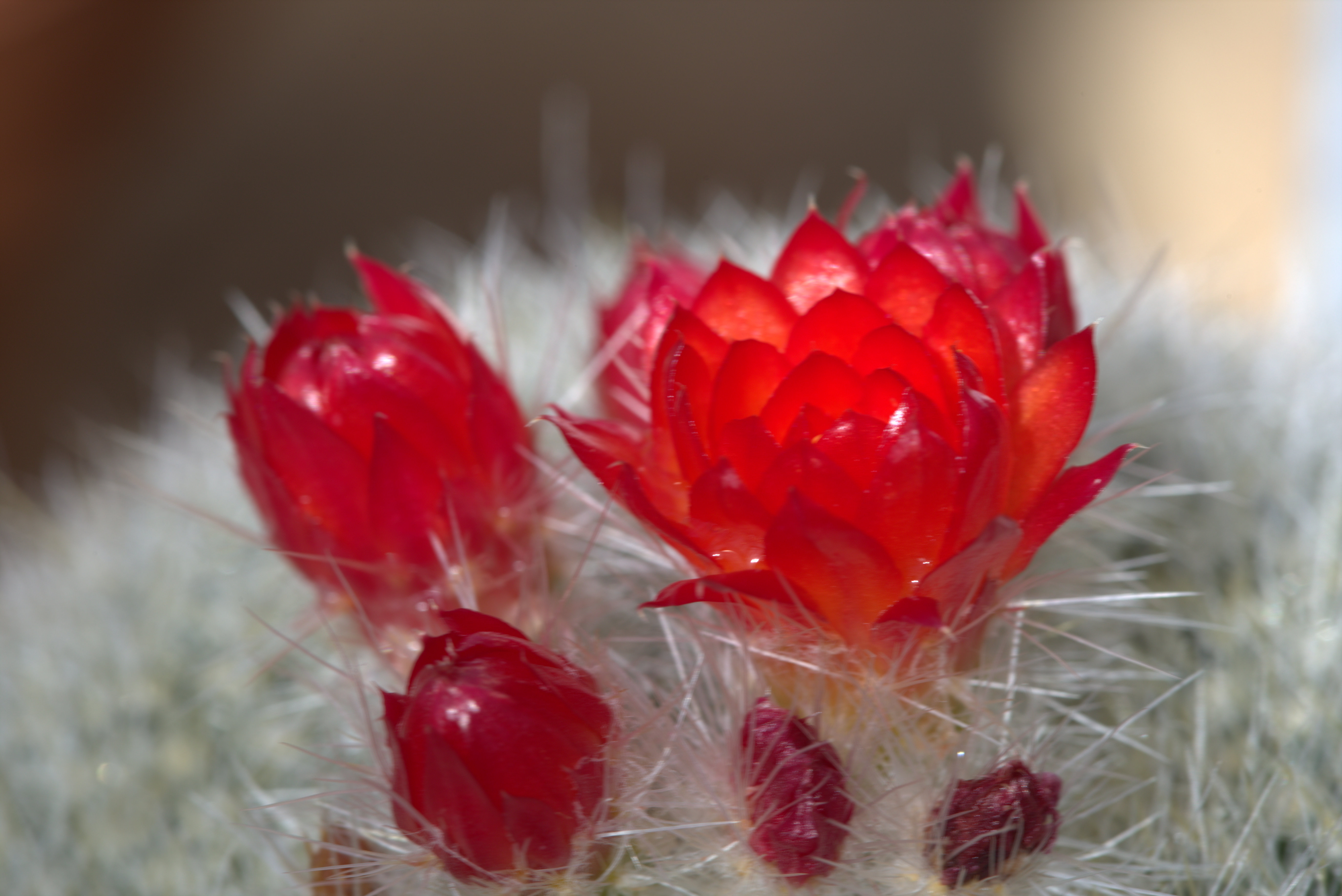
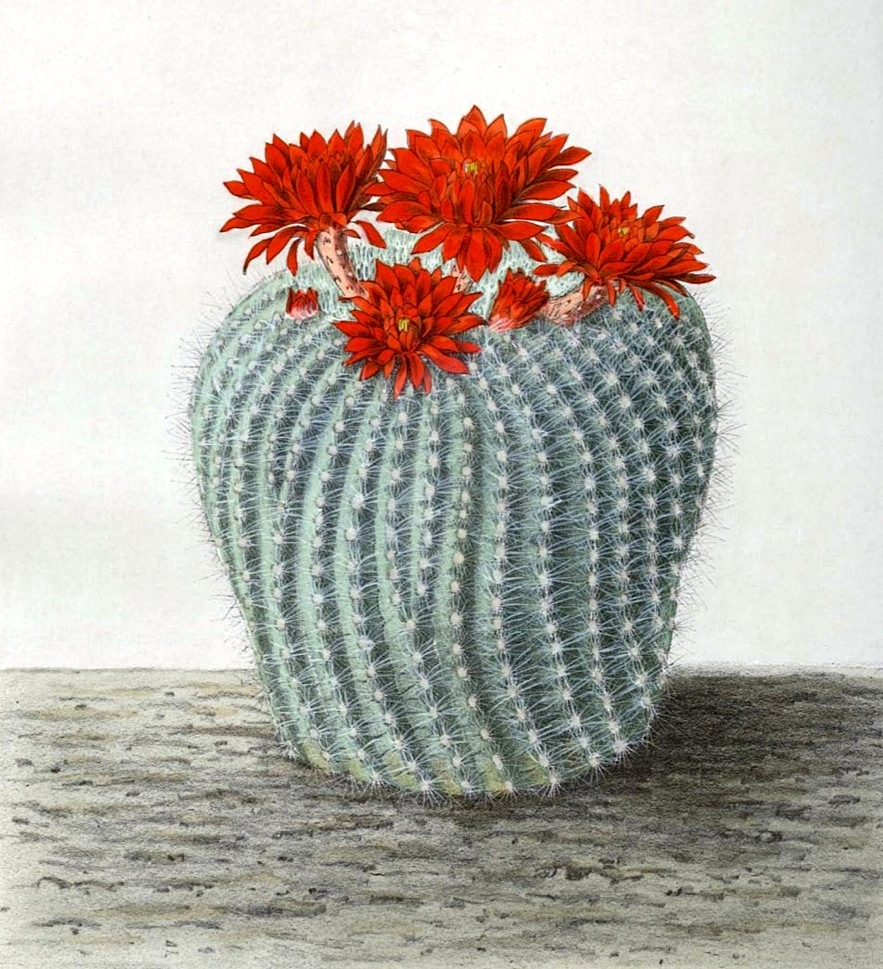